# Монга (национальный парк)
Национальный парк Монга (англ. Monga National Park) — особо охраняемая природная территория, расположенная в южной части австралийского штата Новый Южный Уэльс, примерно, в 230 км юго-западнее Сиднея. Национальный парк Монга был основан 1 января 2001 году. Площадь территории занимаемой парком равна 25144 га. Ближайшим к парку городом является Брейдвуд, находящийся, примерно, в 10 км северо-западнее.

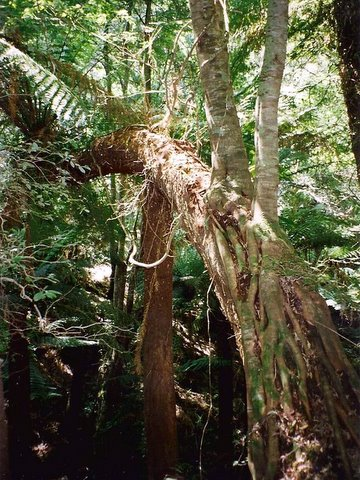
Eucryphia moorei произрастающий на территории национального парка Монга
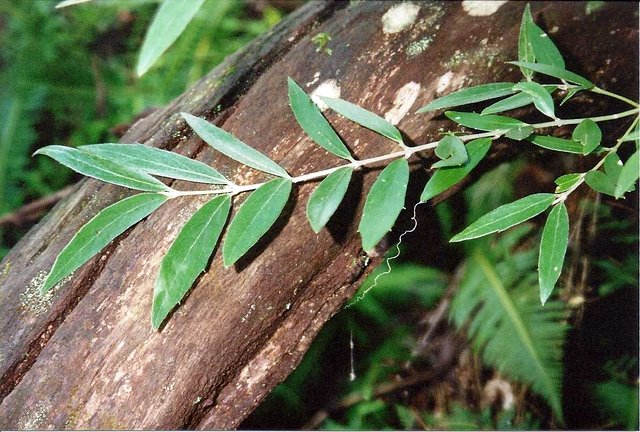
Южный Сассафрас произрастающий на территории национального парка Монга
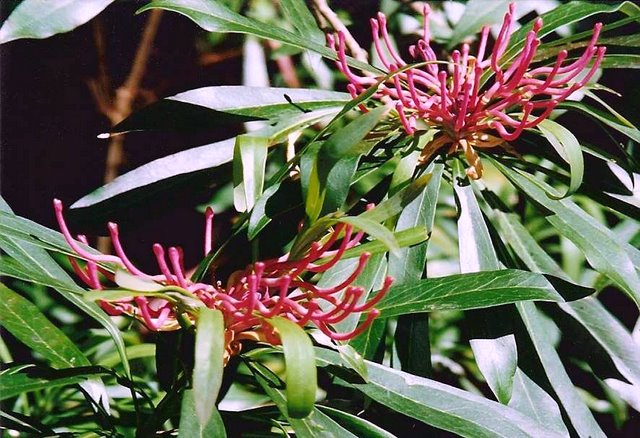
Telopea mongaensis произрастающий на территории национального парка Монга
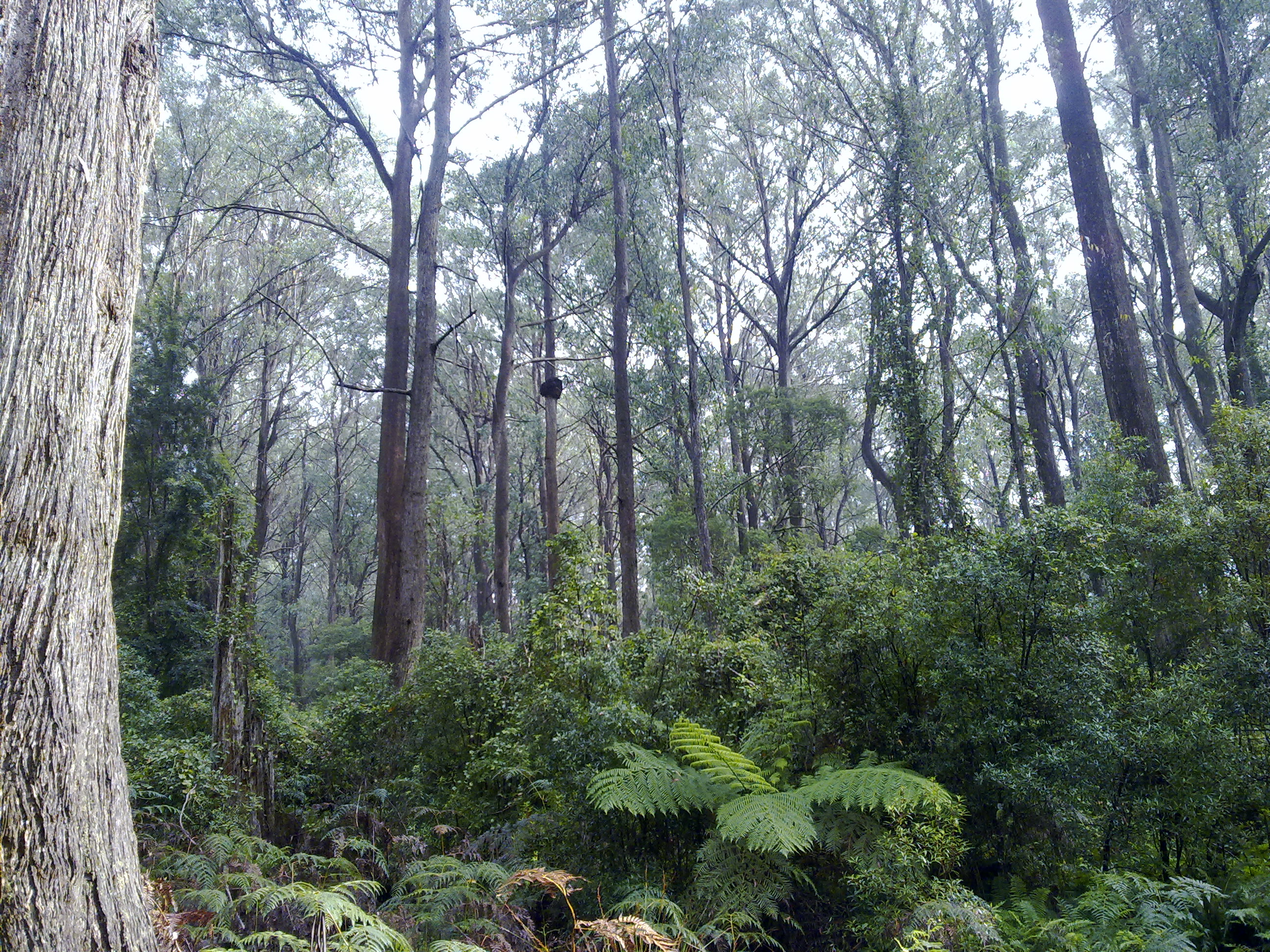
Эвкалиптовый лес произрастающий на территории национального парка Монга